# 231649 Korotkiy
231649 Korotkiy è un asteroide della fascia principale. Scoperto nel 2009, presenta un'orbita caratterizzata da un semiasse maggiore pari a 2,6428323 UA e da un'eccentricità di 0,0189376, inclinata di 9,49650° rispetto all'eclittica.
Dal 30 marzo al 27 maggio 2010, quando 233967 Vierkant ricevette la denominazione ufficiale, è stato l'asteroide denominato con il più alto numero ordinale. Prima della sua denominazione, il primato era di 228165 Mezentsev.
L'asteroide è dedicato all'astrofilo russo Stanislav Alexandrovič Korotkij.